# Heilig-Hartkapel (Weisten)

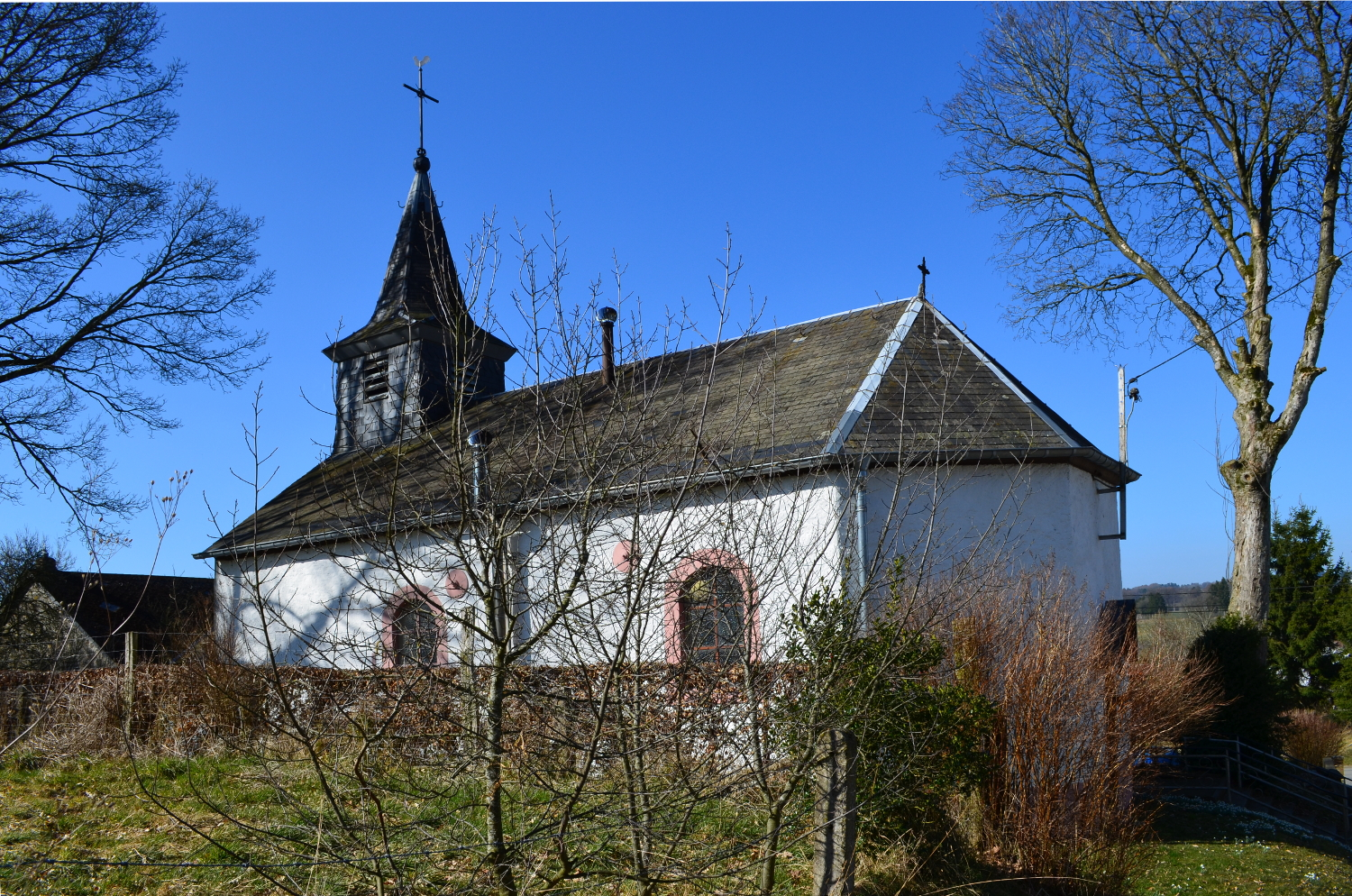
Heilig-Hartkapel

De Heilig-Hartkapel (Duits: Herz-Jesu-Kapelle) is een kapel, feitelijk een kerkje, in de tot de Luikse gemeente Burg-Reuland behorende plaats Weisten.
Reeds in de tweede helft van de 18e eeuw zou hier een primitief kapelletje zijn gebouwd. De kapel heeft een driezijdig afgesloten koor en een met leien bedekt vierkant torentje boven de westgevel.